# Anthro New England
Anthro New England (ANE) est une convention furry annuelle organisée dans la région du Grand Boston, dans l'État du Massachusetts, aux États-Unis. Lancée en 2015 à Cambridge, dans le Massachusetts, elle a déménagé à Boston en 2018, s'installant au Boston Park Plaza avant de passer en 2023 au Westin Boston Seaport District pour accueillir un public grandissant.
En raison de la pandémie de COVID-19, l'édition 2021 s'est tenue en ligne. Depuis 2020, Anthro New England figure parmi les dix plus grandes conventions furry au monde. Son édition la plus récente, en 2025, a battu un record d'affluence avec 5 761 participants.

## Histoire
Anthro New England a été créé en 2014 dans le but d'établir une convention furry dans la région du Grand Boston. La première édition s'est tenue du 27 février au 1er mars 2015, au Hyatt Regency Cambridge à Cambridge, Massachusetts, rassemblant 165 participants pour son défilé de fursuits.
D§s 2018, Anthro New England s'est imposée comme l'une des plus grandes conventions furry annuelles aux États-Unis. L'édition 2019 a franchi un cap avec plus de 2 000 participants. De 2022 à 2025, la fréquentation a augmenté de plus d'un millier chaque année, consolidant sa place dans le top dix des plus grandes conventions furry au monde.